# Andrés Gómez
Andrés Gómez (ur. 27 lutego 1960 w Guayaquil) – ekwadorski tenisista, zwycięzca French Open 1990 w grze pojedynczej oraz French Open 1988 i US Open 1986 w grze podwójnej, lider rankingu deblistów, reprezentant w Pucharze Davisa.

## Kariera tenisowa
Kariera zawodowa leworęcznego Ekwadorczyka przypadła na lata 1979–1993.
Pierwszy turniej w grze pojedynczej wygrał w 1981 w Bordeaux, rok wcześniej był w finale w Sarasocie. W 1984 odniósł 5 zwycięstw turniejowych, 4 w 1986. Triumfował dwukrotnie w otwartych mistrzostwach Włoch w Rzymie. Zwyciężył w wielkoszlemowym turnieju French Open 1990 mając skończone 30 lat. Następnie osiągnął najwyższą pozycję w rankingu światowym – nr 4.
Do turnieju na kortach im. Rolanda Garrosa przystępował po wygranych imprezach w Barcelonie (z finale z Pérezem Roldánem) i Madrycie (w finale z Rossetem) oraz półfinale w Rzymie (przegrał z Musterem). Wszystkie te turnieje były rozgrywane na nawierzchni ziemnej, podobnie jak French Open. W drodze po tytuł Ekwadorczyk pokonał m.in. Filippiniego, Wołkowa, Gustafssona (walkower) i Championa, a w półfinale Mustera. W finale jego przeciwnikiem był Andre Agassi, którego Gómez pokonał w 4 setach (6:3, 2:6, 6:4, 6:4) odnosząc swoje jedyne singlowe wielkoszlemowe zwycięstwo. Dało mu ono nie tylko awans na najwyższą pozycję rankingową w karierze, ale także udział w turnieju ATP Finals, gdzie poniósł 3 porażki w meczach grupowych (z Musterem, Lendlem i Beckerem). W grudniu 1990 wystąpił także w inauguracyjnej edycji Pucharu Wielkiego Szlema, ale uległ w 1 rundzie Aaronowi Kricksteinowi.
Do światowej czołówki zaliczał się przez wiele lat. W turniejach ATP Finals uczestniczył łącznie 5 razy – oprócz 1990 w 1982, 1983, 1985, 1986. Triumfował w 21 turniejach w grze pojedynczej, w dalszych 14 osiągał finały. Ostatni turniej wygrał w 1991 w Brasílii.
Gómez w 1980 wygrał 5 imprez deblowych, a w sezonie 1986 – 7 (w dalszych 3 dochodząc do finału); wśród tych wygranych był triumf wielkoszlemowy na US Open w parze z Slobodanem Živojinoviciem. Wygrał również French Open w 1988 w parze z Emiliem Sánchezem. Wiele sukcesów odniósł w parze z Hansem Gildemeisterem. We wrześniu 1986 osiągnął pozycję lidera w rankingu światowym deblistów i przewodził klasyfikacji deblowej przez 13 tygodni. Był łącznie w 50 finałach turniejów deblowych, z czego 33 wygrał. Ostatnie zwycięstwo deblowe odniósł w 1992 w Barcelonie, występując w parze z Javierem Sánchezem.
Zarobki uzyskane przez Gómeza na korcie (w grze pojedynczej i podwójnej) przekroczyły 4 miliony dolarów. Po wypadnięciu z czołowej setki rankingu singlowego w 1993 faktycznie zakończył karierę, chociaż udzielał się jeszcze sporadycznie w meczach Pucharu Davisa. Grał w drużynie narodowej do 2000 (od 1995 wyłącznie w deblu); jeszcze w 1999 uczestniczył w walce reprezentacji Ekwadoru o grupę światową Pucharu Davisa – najwyższą klasę rozgrywkową (Ekwador uległ Holandii 2:3). W swoim ostatnim pucharowym występie – przegranym w 5 setach meczu deblowym z Peruwiańczykami Horną i Venero-Montesem w kwietniu 2000 – partnerował Nicolásowi Lapenttiemu. Łącznie wygrał 51 meczów w rozgrywkach Pucharu Davisa, przegrał 27. Jest rekordzistą swojej reprezentacji pod względem liczby zwycięstw, liczby zwycięstw deblowych, liczby spotkań międzypaństwowych. Rekordem jest również liczba lat, w jakich startował w zespole narodowym; debiutował we wrześniu 1978 w meczu z Peru, również z Peru kończył karierę reprezentacyjną 22 lata później.
Wygrane turnieje:
- gra pojedyncza:
  - 1981 Bordeaux
  - 1982 Quito, Rzym
  - 1983 Dallas
  - 1984 Hongkong, Indianapolis, Nicea, Rzym, Waszyngton
  - 1985 Hongkong
  - 1986 Boston, Florencja, Indianapolis, Itaparica
  - 1987 Forest Hills
  - 1989 Barcelona, Boston
  - 1990 Barcelona, Madryt, French Open
  - 1991 Brasília
- gra podwójna:
  - 1980 Madryt, Quito, Waszyngton, Hamburg, Sarasota
  - 1981 Bruksela, Hamburg, Madryt, Quito, Rzym, Santiago, Bordeaux
  - 1982 Bordeaux
  - 1984 Wembley
  - 1985 Sztokholm, Hamburg, Marbella
  - 1986 Boston, Forest Hills, Indianapolis, Stuttgart (nawierzchnia ziemna), Waszyngton, Fort Myers, US Open
  - 1987 Boston, Monte Carlo
  - 1988 French Open, Tokio (hala)
  - 1989 Boston, Genewa
  - 1990 Barcelona
  - 1991 São Paulo
  - 1992 Barcelona